# سباو

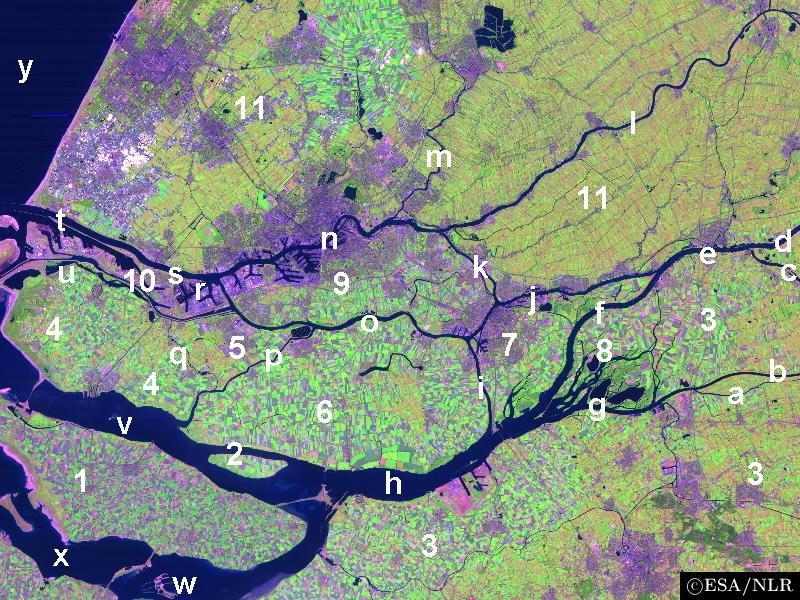
صورة فضائية للجزء الشمالي الغربي من دلتا الراين-الميز تظهر نهر سباو (p).

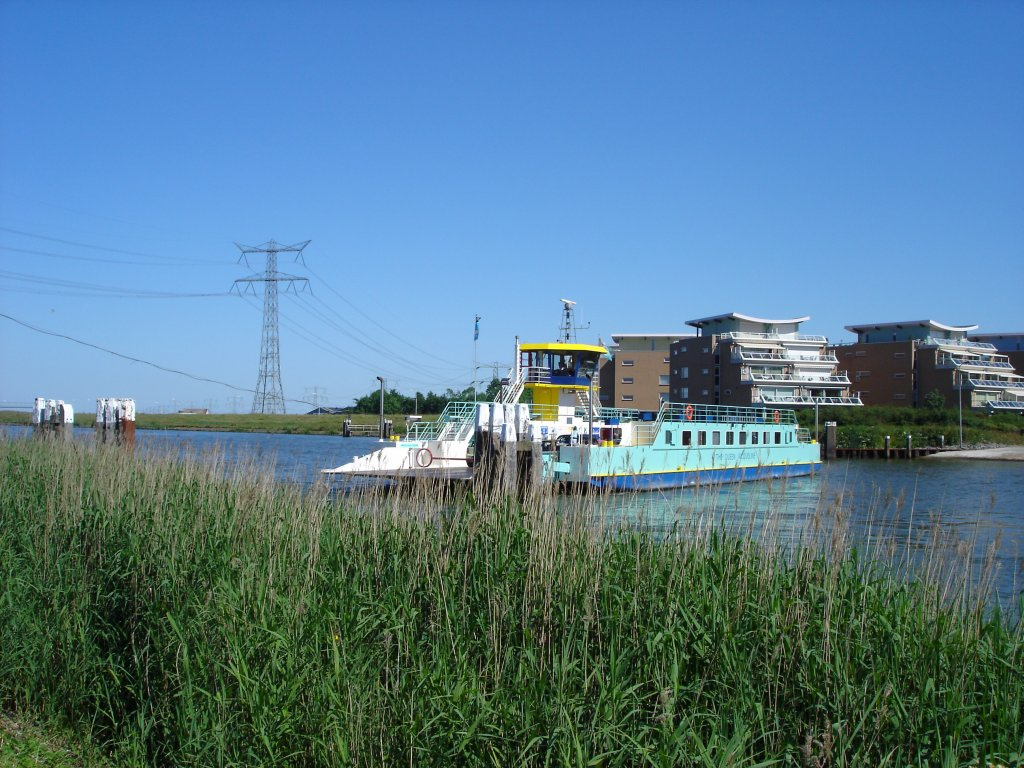
معدية عبر نهر سباو عند آود- بايرلاند.

سباو هو نهر مدي صغير جنوب هولندا في هولندا، فاصلاً جزر Voorne-Putten وHoekse Waard. تاريخياً، نهر تشعب من آودا ماس عند بلدة آود- بايرلاند لينتهي في مصب هارينجفليت، لكن كنتيجة مخطط لها من أعمال الدلتا تم عكس اتجاهه.